# Ахремчик, Иван Осипович
Ива́н О́сипович Ахре́мчик (16 декабря 1903, Минск — 9 марта 1971, Минск) — белорусский живописец. Народный художник Белорусской ССР (1949).

## Биография
Родился 16 декабря 1903 года в Минске. Окончил Московский художественно-технический институт (1930). Работал в жанре станковой и монументальной живописи.
В 1930-х годах написал картины «Приход красных в Минск», «Осинторф». В послевоенный период создал роспись в фойе театров юного зрителя и оперного театра (вместе с И. А. Давидовичем) в зале Белорусского товарищества культурного союза в Минске.
Берет участие в выставках разного уровня от региональных до всесоюзных начиная с 1921 года.
Наиболее известными произведениями станковой живописи Ахремчика является картина «Оборона Брестской крепости», портрет народного артиста СССР Г. Глебова.
Его именем названо заведение «гимназия-колледж искусств им. И. О. Ахремчика». В этой школе два направления: музыка и художественное искусство. Большинство его картин находятся здесь. Именно отсюда выпустился белорусский композитор И.Л.Вержбовский.
Основные произведения это картины на историко-революционную и военно-патриотическую темы: «Подписание манифеста о создании БССР» (1929); «II съезд РСДРП» (1932), «Вступление Красной Армии в Минск в 1920 г.» (1934—1935), «Организация советской власти в Гомеле» (1939—1940), «Защитники Брестской крепости» (1957—1958); «Торф для Осинстроя» (1931). Также в списке работ художника есть лирические пейзажи «После дождя» (1945), «Июльский день» (1960), «Ранним утром» (1963).
Умер 9 марта 1971 года в Минске.